# Mikhail Babaev
Pas d'image ? Cliquez ici

a Compétitions nationales et continentales officielles uniquement.

b Matchs officiels uniquement.
Dernière mise à jour le 18 décembre 2020.
Mikhaïl Babaïev (en russe : Михаил Бабаев), né le 19 janvier 1986, est un joueur russe de rugby à XV qui évolue au poste de centre. 

## Biographie
Mikhaïl Babaïev grandit dans le village d'Aborino (en), où enfant il joue d'abord au football et au hockey d'antan. Il pratique aussi le ski, avant de rejoindre la section rugby de la ville voisine de Monino, où il intègre l'école de rugby du VVA Podmoskovie. Régulièrement en contact avec l'équipe sénior, il intègre celle-ci à l'âge de 20 ans. 
Avec le VVA, il remporte plusieurs titres de champion de Russie. Il intègre la sélection nationale lors d'un match face au Portugal en 2006. Il va s'affirmer comme un cadre de l'équipe, et sera logiquement inclus dans l'effectif pour la coupe du monde 2011. À la suite de ce mondial, il va petit à petit intégrer le groupe de l'équipe de Russie de rugby à sept, et disputera avec la World Rugby Sevens Series 2015-2016.
Il est prêté au Ienisseï-STM pour les Challenge européen 2015-2016 et Challenge européen 2018-2019. 

## Palmarès
- Championnat de Russie de rugby à XV 2006
- Championnat de Russie de rugby à XV 2007
- Championnat de Russie de rugby à XV 2008
- Championnat de Russie de rugby à XV 2009
- Championnat de Russie de rugby à XV 2010
- Tournoi européen de Russie de rugby à sept 2016
- Seven's Grand Prix Series 2016

## Statistiques

### En sélection
| Année | Compétition                       | Matchs | Points | Essais | Transf. | Drops | Pénal. |
| ----- | --------------------------------- | ------ | ------ | ------ | ------- | ----- | ------ |
| 2006  | CEN D1 2006-2008                  | 1      | -      | -      | -       | -     | -      |
| 2007  | CEN D1 2006-2008                  | 4      | -      | -      | -       | -     | -      |
| 2008  | CEN D1 2006-2008                  | 2      | -      | -      | -       | -     | -      |
| 2008  | Coupe des Nations 2008            | 3      | -      | -      | -       | -     | -      |
| 2008  | CEN D1 2008-2010                  | 1      | -      | -      | -       | -     | -      |
| 2009  | CEN D1 2008-2010                  | 4      | 5      | 1      | -       | -     | -      |
| 2009  | Coupe des Nations 2009            | 2      | -      | -      | -       | -     | -      |
| 2009  | Test                              | 1      | -      | -      | -       | -     | -      |
| 2010  | Test                              | 1      | -      | -      | -       | -     | -      |
| 2010  | CEN D1 2010-2012                  | 5      | -      | -      | -       | -     | -      |
| 2010  | Churchill Cup 2010                | 3      | -      | -      | -       | -     | -      |
| 2011  | CEN D1 2010-2012                  | 4      | -      | -      | -       | -     | -      |
| 2011  | Churchill Cup 2011                | 2      | -      | -      | -       | -     | -      |
| 2011  | Coupe du monde de rugby à XV 2011 | 2      | -      | -      | -       | -     | -      |
| 2012  | CEN D1 2010-2012                  | 4      | 5      | 1      | -       | -     | -      |
| 2012  | Coupe des Nations 2012            | 3      | 5      | 1      | -       | -     | -      |
| 2013  | CEN D1 2012-2014                  | 3      | 5      | 1      | -       | -     | -      |
| 2014  | Coupe des Nations 2014            | 2      | -      | -      | -       | -     | -      |
| 2014  | Qualification CDM 2015            | 3      | -      | -      | -       | -     | -      |
| 2014  | Test                              | 2      | -      | -      | -       | -     | -      |
| 2015  | CEN D1 2014-2016                  | 5      | -      | -      | -       | -     | -      |
| 2016  | CEN D1 2014-2016                  | 4      | 5      | 1      | -       | -     | -      |
| 2018  | REC 2018                          | 4      | 5      | 1      | -       | -     | -      |
| 2018  | Test                              | 3      | 5      | 1      | -       | -     | -      |
| 2019  | REC 2019                          | 3      | -      | -      | -       | -     | -      |
| Total | Total                             | 71     | 35     | 7      | -       | -     | -      |

| Essai | Adversaire    | Lieu                                      | Compétition            | Date            | Résultat | Score |
| ----- | ------------- | ----------------------------------------- | ---------------------- | --------------- | -------- | ----- |
| 1     | Allemagne     | Rudolf-Kalweit-Stadion, Hanovre           | CEN D1 2008-2010       | 2 mai 2009      | Victoire | 0-53  |
| 1     | Ukraine       | Stade central de Sotchi (en), Sotchi      | CEN D1 2010-2012       | 10 mars 2012    | Victoire | 38-19 |
| 1     | Italie A (en) | Stade Arcul de Triumf, Bucarest           | Coupe des Nations 2012 | 8 juin 2012     | Défaite  | 33-17 |
| 1     | Espagne       | Stade central de Sotchi (en), Sotchi      | CEN D1 2012-2014       | 2 février 2013  | Victoire | 13-9  |
| 1     | Allemagne     | Stade central de Sotchi (en), Sotchi      | CEN D1 2014-2016       | 13 février 2016 | Victoire | 46-20 |
| 1     | Belgique      | Stade Kouban, Krasnodar                   | REC 2018               | 17 février 2018 | Victoire | 48-7  |
| 1     | États-Unis    | Dick's Sporting Goods Park, Commerce City | Test                   | 9 juin 2018     | Défaite  | 62-13 |